# Harald Schröpfer
Harald Schröpfer (* 11. September 1969 in Graz) ist ein österreichischer Theaterschauspieler.

## Leben
Schon während seines Studiums an der Hochschule für Schauspielkunst Ernst Busch Berlin trat Harald Schröpfer am Hebbel-Theater und am Maxim Gorki Theater auf. Sein erstes Festengagement führte ihn an das Tiroler Landestheater Innsbruck, wo er in der österreichischen Erstaufführung von The Black Rider in der Rolle des Wilhelm zu sehen war. Weitere Stationen waren das Junge Staatstheater Wiesbaden, das Theater Konstanz, das Südthüringische Staatstheater Meiningen sowie das Landestheater Schwaben.
Mehrfach arbeitete er mit dem Regisseur Philip Stemann zusammen, mit Dominique Horwitz, Adriana Altaras, Werner Schneyder. Im Auftrag der Jüdischen Kulturtage Berlin 2005 richtete er den literarisch-kabarettistischen Liederabend Paul Graetz. Heimweh nach Berlin aus.
Neben seiner Bühnentätigkeit war und ist Harald Schröpfer in Film und Fernsehen und immer wieder als Sprecher für diverse Rundfunkformate (RBB, ORF, WDR, Deutschlandfunk) sowie für Hörbücher und Audioguides (Belvedere Museum Wien  / interaktive Multimediaproduktionen) tätig. Die virtuelle Wunderkammer wurde mit dem Österreichischen Staatspreis Prix Multi Media ausgezeichnet.

## Filme
- SOKO Kitzbühel (2001, eine Folge)
- Der Fischer und seine Frau (Regie Doris Dörrie, 2005)
- Ketchup Connection (Regie Moritz Laube, 2005)
- WaPo Bodensee (2020, eine Folge)[6]

## Hörspiele (Auswahl)
- 1995: Hans Henny Jahn: Der neue Gott, der mit Millionen Zungen redet. Vorlage: Aus der Steinwüste der Großstädte ziehen junge Menschen aufs Land (Kapitel aus dem Roman Perrudja) (Stimme) – Bearbeitung und Regie: Ronald Steckel (Hörspielbearbeitung – SWF)[7]